# Dihidrolipoil-lisina-residuo succiniltransferasa
La enzima Dihidrolipoil-lisina-residuo succiniltransferasa (DLST) o dihidrolipoamida succiniltransferasa, EC 2.3.1.61, cataliza la transferencia del grupo succinilo desde el grupo lipoilo de la enzima a la coenzima A.
Esta enzima está presente en la matriz mitocondrial y forma parte del complejo multienzimático 2-oxoglutarato deshidrogenasa en la que múltiples copias de la alfa-cetoglutarato deshidrogenasa (E1) están unidas a un núcleo de 24 moléculas con simetría octaédrica de la dihidrolipoil-lisina-residuo succiniltransferasa (E2) que a su vez también se unen a varias moléculas de la dihidrolipoil deshidrogenasa (E3). El complejo 2-oxoglutarato deshidrogenasa cataliza la conversión global del 2-oxoglutarato a succinil-CoA y dióxido de carbono (quinta reacción del ciclo de Krebs).